# Leiden Chess Tournament

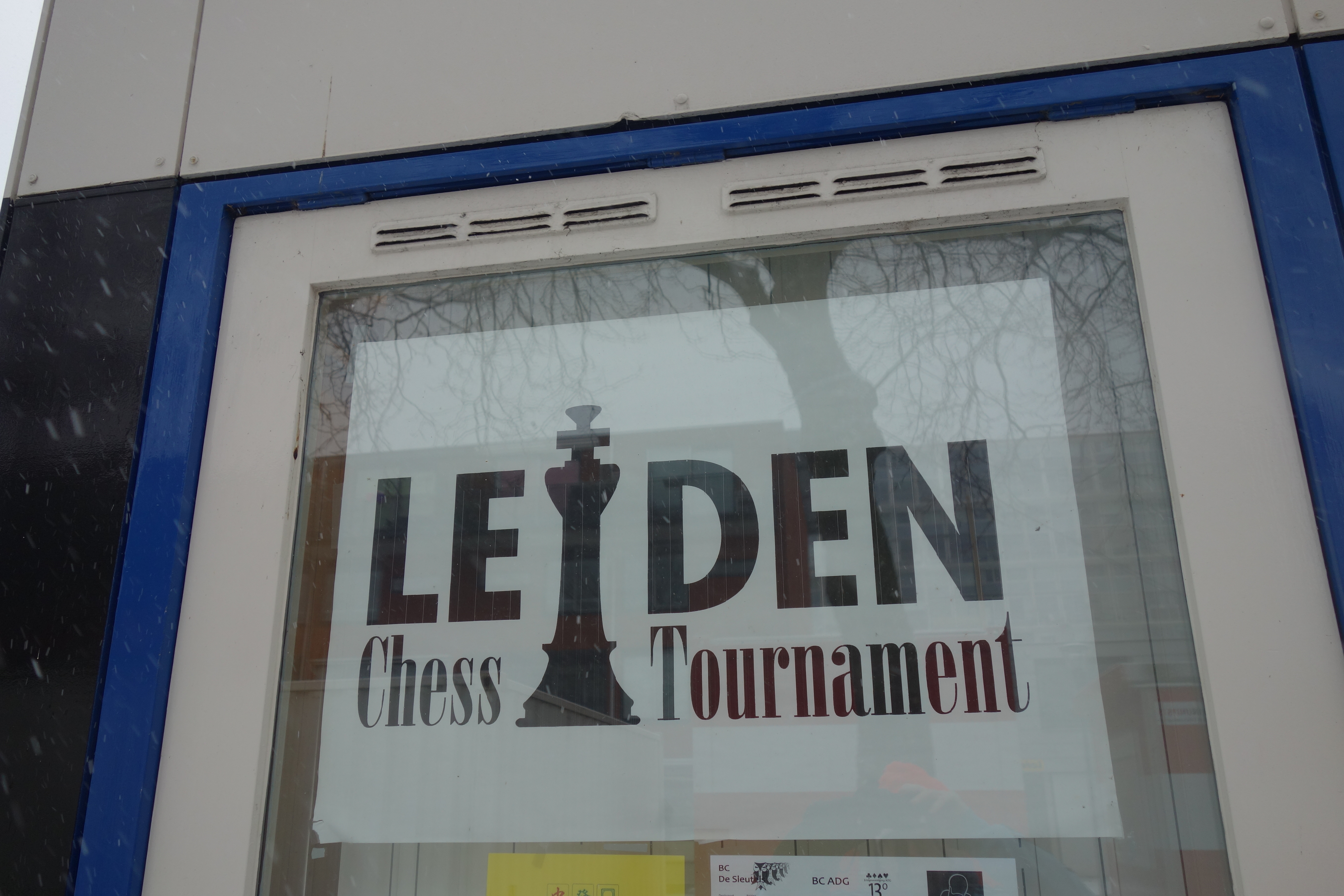
Leiden Chess Tournament

Het Leiden Chess Tournament was een schaaktoernooi in de Nederlandse stad Leiden. Leiden Chess telt mee voor de KNSB-ranglijst en de Wereldranglijst. Het toernooi werd voor het eerst georganiseerd in 2007.
In het Leiden Chess Tournament hebben in het verleden diverse grootmeesters gespeeld, zoals Pedrag Nikolic, John van der Wiel, Sergej Tiviakov, Erik van den Doel, Anish Giri, Lalith Babu en Deep Sengupta. De eerste 12 edities van het toernooi vonden plaats in het Denksportcentrum in Leiden. In 2019 vond het toernooi plaats in sportcentrum de Eendenkooi in Zoeterwoude-Rijndijk, dit was de laatste editie van het toernooi.

## Lijst van winnaars
2007 ·  IGM Erik van den Doel

2008 ·  IGM Erik van den Doel &  IM Roeland Pruijssers

2009 ·  IM Lalith Babu

2010 ·  IGM Predrag Nikolic

2011 ·  IGM Sergej Tiviakov

2012 ·  IGM David Howell

2013 ·  IGM Sethuraman P. Sethuraman

2014 ·  IM Das Arghyadip

2015 ·  IGM David Howell

2016 ·  IGM Roeland Pruijssers

2017 ·  IM Stefan Kuipers

2018 ·  IGM Roeland Pruijssers

2019 ·  IGM Predrag Nikolic